# Рибас, Альба
А́льба Ри́бас Бенайхес (исп. Alba Ribas Benaiges; род. 5 января 1988) — испанская актриса.

## Биография
Изучала актёрское мастерство в таких школах Испании как Eolia и Youkali, а также классические танцы в школе Área. Впервые появилась на телевидении в 2008 году, снявшись в фильме «Дневники нимфоманки» с Джеральдиной Чаплин. Кроме того, в 2009 году Альба снялась в клипе каталонской группы «Ix!» на песню El bosc.
Альба часто появляется в короткометражных фильмах испанских режиссёров. Её дебютом стала короткометражка 2010 года «Меня зовут Алекс», где она исполнила роль Исабель. В 2013 году планируется выход короткометражного фильма «Шрамы» с её участием.

## Фильмография
| Год         | Фильм / Сериал      | Название на языке оригинала | Роль          |
| ----------- | ------------------- | --------------------------- | ------------- |
| 2008        | Дневники нимфоманки | Diario de una ninfómana     | Валери 21 год |
| 2011        | Шрамы 3D            | Paranormal Xperience 3D     | Диана         |
| 2011 / 2013 | Ковчег              | El barco                    | Соль          |
| 2012        | Животные            | Animals                     | Лаура         |
| 2016        | Труп Анны Фриц      | El cadáver de Anna Fritz    | Анна Фриц     |
| 2016        | 100 метров          | 100 metros                  | Ариадна       |